# Sören Malm
Sören Svantesson Malm, född 23 juli 1923 i Falköping, död 17 februari 2018 i Hässelby distrikt, Stockholm, var en svensk arkitekt.

## Biografi
Malm, som var son till stationsinspektoren Svante Malm och Ingrid Kärnekull, avlade studentexamen i Eksjö 1944, utexaminerades från Chalmers tekniska högskola 1951 och studerade vid Kungliga Konsthögskolan 1953–1956. Han var anställd vid länsarkitektkontoret i Malmö 1950, vid Tengboms arkitektkontor i Stockholm 1951–1957 samt bedrev egen arkitektverksamhet och var delägare i Carlstedt Arkitektkontor från 1958. Han tilldelades ett flertal priser i arkitekttävlingar om offentliga byggnader, kyrkor och sjukhus, däribland första pris 1952, tillsammans med Carl-Gustaf Carlstedt och Georg Weijmar, för lasarett i Lycksele, utfört 1957–1962. Han höll föreläsningar, skrev artiklar i fackpress och deltog i symposier både i Sverige och utomlands.